# パティ・プレイザー・サム
パティ・プレイザー・サム（Patty Prather Thum、1853年10月1日 – 1926年9月28日）はアメリカ合衆国の画家、イラストレーターである。ケンタッキー州のルイビルで活動し、美術教師や、ルイスビルの新聞で美術評論も行った。

## 略歴
ケンタッキー州のルイビルの医者の娘に生まれた。母親から美術を学び、郊外の祖父母の家を訪ね、自然好きに育った  。女性のためのニューヨーク州のヴァッサー・カレッジで美術をオランダ出身の画家、ヘンリー・ヴァン・インゲン(Henry Van Ingen)に学んだ。その後、アート・スチューデンツ・リーグ・オブ・ニューヨークで、ウィリアム・メリット・チェイスやハリー・シドンズ・モウブレー、レミュエル・ワイルズ（Lemuel M. Wiles）に学んだ。ブルックリン美術協会(Student's Guild of the Brooklyn Art Association)でトマス・エイキンズにも学んだ。1870年代の半ばにルイビルに戻り、画家として働き始めた。
ルイビルにスタジオを開き、35年間にわたって画家として働き、花などの静物画やケンタッキーの風景などを描いた。地元の新聞や美術雑誌にも寄稿した。
1893年のシカゴ万国博覧会の展覧会に書籍の挿絵を出展し、佳作となった。1921年にケンタッキー州の博覧会の美術監督も務めた。

## 作品

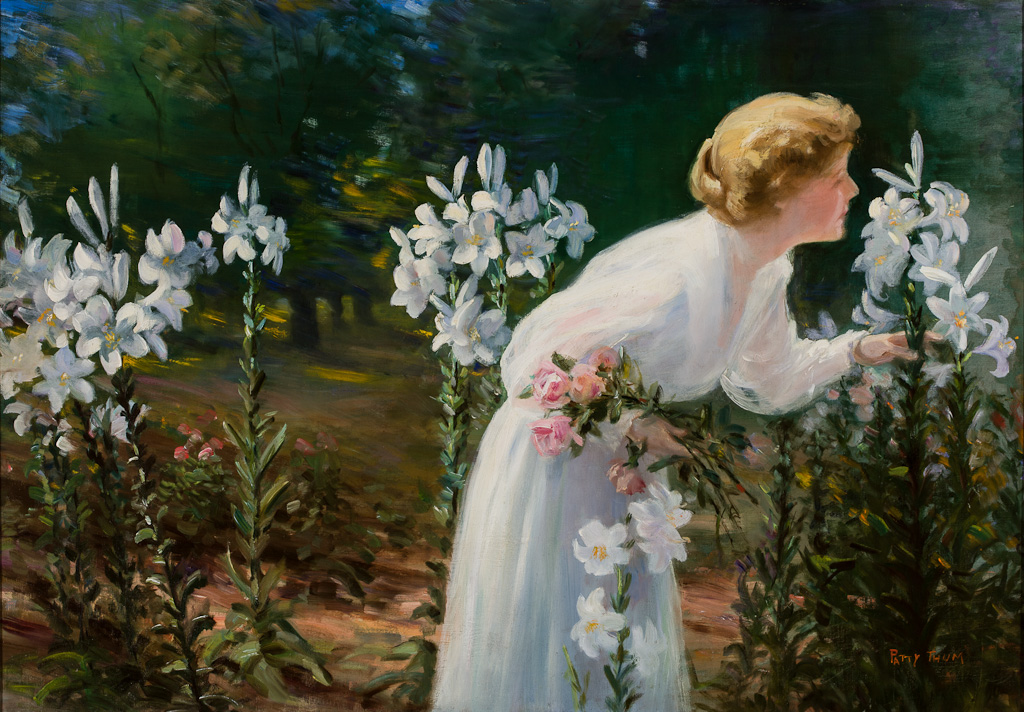
ユリのそばの女性 (c.1910)
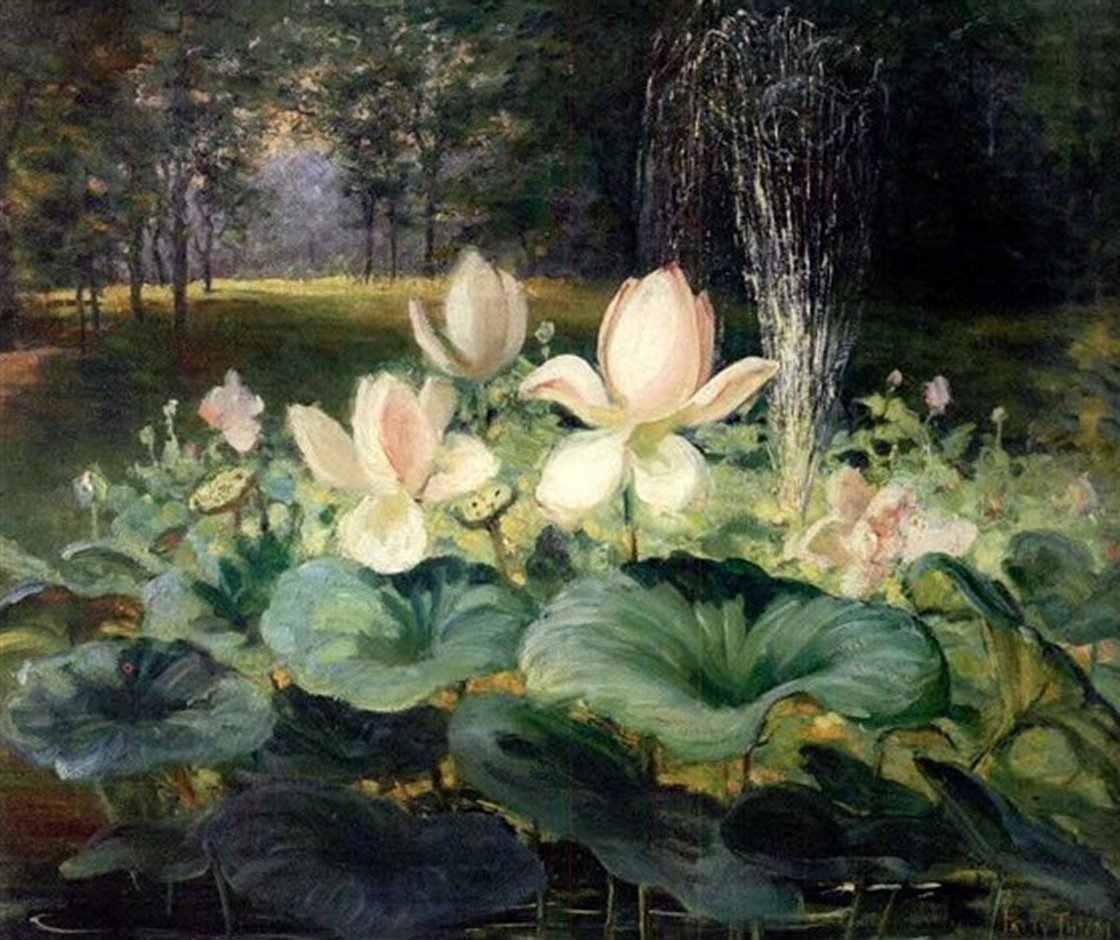
泉
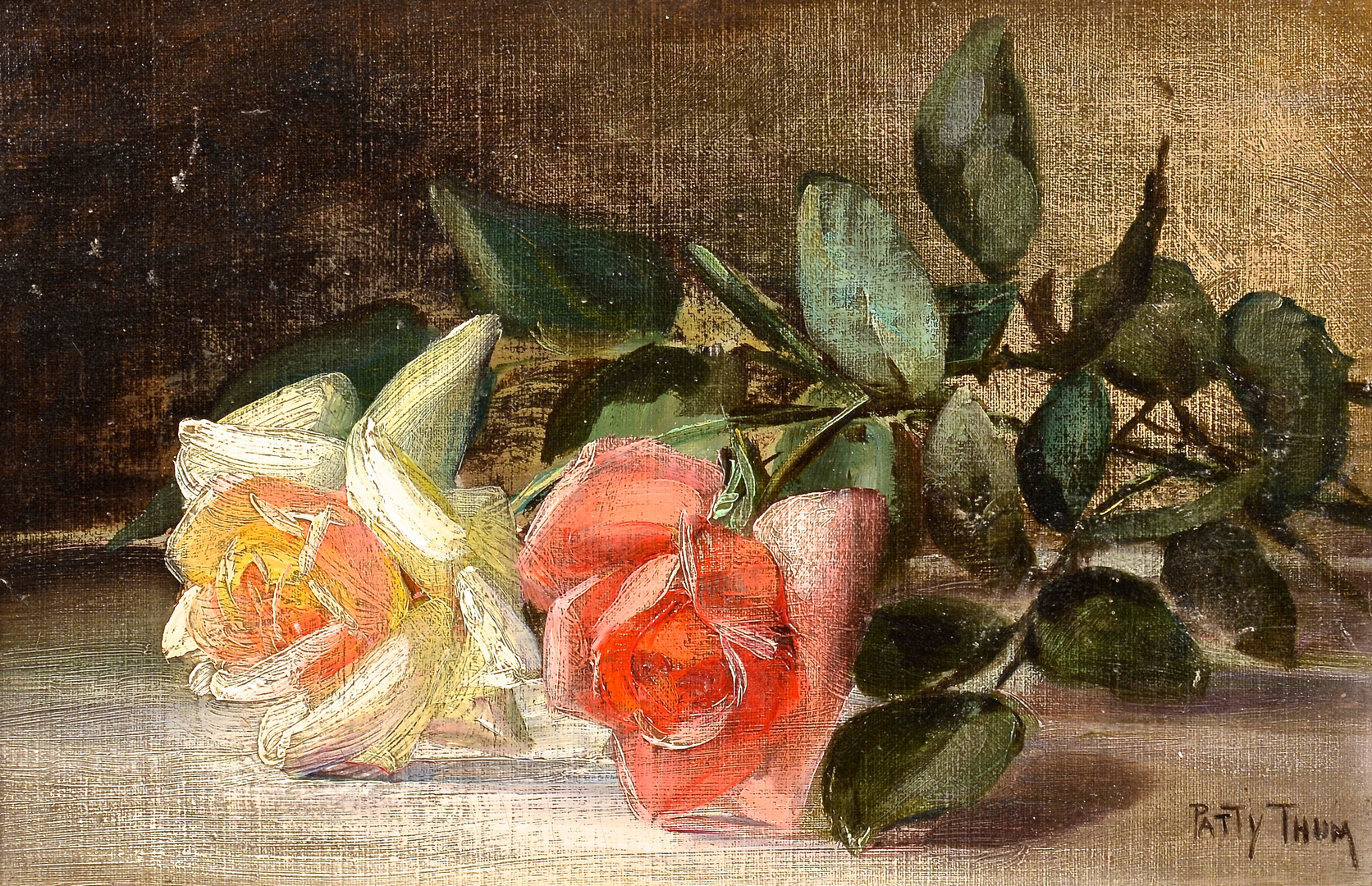
2本のバラ (1870)